# Graycassis bruxner
Graycassis bruxner är en spindelart som beskrevs av Norman I. Platnick 2000. Graycassis bruxner ingår i släktet Graycassis och familjen Lamponidae.
Artens utbredningsområde är New South Wales. Inga underarter finns listade i Catalogue of Life.